# Pierre Félix Champion
Pierre Félix Champion est un homme politique français né le 19 mai 1746 à Charnod (Jura) et mort le 9 août 1804 à Lons-le-Saunier (Jura).
Curé de Vobles avant la Révolution, il est élu président du district d'Orgelet. Il est député du Jura de 1791 à 1792, siégeant avec les modérés. Il est nommé conseiller de préfecture le 9 germinal an VIII.

## Sources
- « Pierre Félix Champion », dans Adolphe Robert et Gaston Cougny, Dictionnaire des parlementaires français, Edgar Bourloton, 1889-1891 [détail de l’édition]